# Équipe d'Elhanan
L'équipe Elhanan (également appelée équipe Kalmanzon) était une unité opérationnelle composée des frères Elhanan et Menachem Kalmanzon, ainsi que de leur neveu Itiel Zohar. Le 7 octobre 2023, lors de l'attaque surprise menée contre Israël, les trois hommes ont combattu pendant de longues heures contre des membres du Hamas qui perpétraient un massacre au kibboutz Be'eri, dans la région de la bande de Gaza. Pendant 16 heures sous le feu ennemi, ils ont réussi à secourir environ 100 habitants du kibboutz. Pour leur travail visant à arrêter le massacre et à sauver les habitants, les membres de l'équipe ont reçu le Prix israélien de la vaillance civile pour l'année 2023. 

## Contexte
le 7 octobre 2023, les organisations palestiniennes Hamas et le Jihad islamique palestinien ont lancé le massacre du 7 octobre. Avec l'envoi d'environ 4 300 roquettes, environ 6 000 combattants ont pénétré depuis la bande de Gaza dans des dizaines de localités israéliennes et installations militaires situées dans et autour de la région de la bande de Gaza, en passant par 119 brèches dans la clôture. Ils ont mené des combats armés contre les rares forces de sécurité présentes et ont perpétré des massacres ainsi que des viols. Des civils ont été enlevés, et environ 251 personnes ont été emmenées dans la bande de Gaza. 
L'un des massacres les plus importants de cette attaque surprise a été celui de Be'eri, où une centaine de civils et de membres des forces de sécurité ont été assassinés.

## Déroulement des combats
Le matin du 7 octobre 2023, durant la fête de Sim'hat Torah, Elchanan, qui était capitaine (de réserve) dans le corps des gardes-frontières, et son frère Menachem Clemanzon, tous deux résidents d'Atniel, ont entendu parler de attaque surprise du Hamas contre Israël. Après avoir compris la situation dans la bande de Gaza, ils sont arrivés de manière indépendante, avant de recevoir l'ordre de participer aux combats. Vers 18 h 00, ils se sont battus au kibboutz de Be'eri. Itiel Zohar, leur neveu, les rejoignit un peu plus tard.
À midi, les enlèvements d'habitants avaient déjà pris fin et, à 16 h 15, environ 700 soldats combattaient dans encore dans le kibboutz, le vidaient et évacuaient les habitants. L'équipe d'Elhanan a joué un rôle important dans l'opération d'évacuation, parfois même au cours des combats.
L'équipe s'est battue pendant environ 16 heures et s'est concentrée sur le sauvetage des habitants d'un véhicule militaire de type David qu'ils ont trouvé abandonné dans la zone : du soir jusqu'au lendemain matin, les trois membres de l'équipe se sont déplacés entre les maisons du kibboutz, cherchants les membres de la famille et des connaissances qui leur ont indiqué où se trouvaient les civils. Ils sont entrés dans les maisons des familles assiégées dans la communauté, ont secouru une famille à la fois et sont revenus pour un autre sauvetage, sauvant ainsi une centaine d'habitants du kibboutz.
Le lendemain à 10 h 15, l'équipe a rencontré un membre du Hamas vêtu de noir qui se cachait dans le coin d'une des maisons et qui a ouvert le feu sur Elhanan. Ce dernier a crié "J'ai été touché", et est tombé près de la porte de la maison et a perdu connaissance. Ses coéquipiers ont tiré sur le tireur et ont sauvé Elhanan avec l'aide d'une autre force qui est passée par là, mais le tireur est parvenu à s'échapper. Après l'arrivée des forces de Tsahal, Elhanan a été déclaré mort sur le coup. 
Lors de la rencontre entre les membres du kibboutz et la famille Clemenzon après le massacre de Bari, une lettre du membre du kibboutz décrivant la bataille a été citée : Après de longues heures de détresse, il est arrivé tel un ange et nous a immédiatement mis en confiance. Son visage restera à jamais gravé dans mon cœur."

## Postérité
Le 17 juillet 2024, il a été annoncé qu'à partir de l''année scolaire 2024-25, le ministère de l'Éducation israélien intégrerait l'histoire de la chute d'Elhanan dans le programme scolaire des élèves du primaire, du collège et du lycée, parallèlement au discours de son frère Menachem Clemenzon à l'école primaire. cérémonie où l'équipe d'Elhanan a reçu le Prix Israël pour l'année 2023. 